# Société des saisons
La Société des saisons (SDS) est une association républicaine, à tendance jacobine, qui a joué un rôle important sous la monarchie de Juillet. Fondée en 1837 par Blanqui, Barbès et Bernard, elle succède à la Société des familles (SDF) et, forte de quelque 1 500 membres, lance en mai 1839 une insurrection. Son échec aboutit à sa disparition.

## Les origines
À l'origine du mouvement républicain des années 1830, on retrouve des hommes rescapés de la Révolution française, parmi lesquels il faut distinguer Philippe Buonarroti. Proche successivement de Robespierre et de Gracchus Babeuf, avec lequel il organise la conjuration des Égaux, il organise jusqu'à la fin de sa vie des réseaux de sociétés secrètes à travers toute l’Europe, et inspire aux générations révolutionnaires nées dans la lutte contre l'ordre européen du congrès de Vienne un idéal républicain où se rejoignent la tradition jacobine et les idées néo-babouvistes d'un communisme égalitaire. Le jeune Blanqui, de son propre aveu, a été grandement influencé par sa rencontre avec le vieil homme.
À l'origine des sociétés secrètes républicaines, on trouve également la Carboneria.
En 1831, Blanqui fonde la « Société des Amis du Peuple », qui fait suite à ses « Cercles républicains ». En 1833, malgré la répression de l'insurrection républicaine de 1832, « plus de cent sociétés secrètes gangrènent Paris qui n'en peut mais », selon Vidocq.
En septembre-octobre 1833, la Société des droits de l'homme (SDH) est réorganisée. Après plusieurs mois de conflits internes entre les « Girondins », autour de Raspail, et les « Montagnards », comprenant Napoléon Lebon ou Albert Laponneraye, la composante montagnarde l'emporte. Au sein de la Société est fondé un Comité de propagande chargé de l'instruction et de l'organisation ouvrières. Il rassemble des néo-babouvistes comme Napoléon Lebon, Buonarroti et Marc Voyer d'Argenson, ainsi que des ouvriers, comme le tailleur Alphonse Grignon et le cordonnier Z. Efrahem. Plusieurs de ses membres seront emprisonnés en novembre comme « instigateurs de coalitions d'ouvriers ». La SDH fonde une section lyonnaise et publie son « Manifeste » dans La Tribune.
Le 1er octobre 1833 est créée la Société philanthropique des ouvriers tailleurs de Nantes. Elle fut décapitée le 20 février 1837.
Les 11 et 12 décembre 1833, les dirigeants de la SDH, accusés d'avoir préparé une émeute en juillet, à la date anniversaire des « Trois Glorieuses », sont jugés lors du « procès des vingt-sept ».
Le 10 avril 1834, pour lutter contre ces mouvements républicains, est votée une loi sur les associations, qui soumet à l'agrément officiel les associations fractionnées en sections de moins de vingt personnes.
Toutefois, en 1834, peu après le démantèlement de la Société des droits de l'homme par la police, Barbès lance l'éphémère « Société des vengeurs » puis, l'année suivante, la « Société des familles », qui comptera bientôt de 900 à 1 600 membres, recrutés parmi les artisans de la capitale, les étudiants ou les volontaires de la Garde nationale et regroupés en « familles », petits groupes de cinq initiés dirigés par un « chef de famille ». Le 12 juillet 1835, il parvient à faire évader 28 conjurés de Sainte-Pélagie. Son action est cependant bientôt interrompue par son arrestation et celle de Blanqui, le 11 mars 1836 et une condamnation à un an de prison, à la suite de la découverte d'une fabrique de poudres, rue de l'Oursine (le 8 mars). Le gouvernement profite alors de l’émoi suscité par l’attentat de Fieschi contre le roi, le 28 juillet 1835, pour décapiter l’opposition.
En avril-juillet 1837 est menée une campagne d'affichage de sept proclamations enflammées, sortant de l'« Imprimerie de la République », qui annoncent la réorganisation de la Société des familles sous le nom de « pelotons ».
La même année, la SDF se scinde en deux groupes : la « Société des saisons » et les « Phalanges démocratiques », dirigées par Mathieu d'Épinal, Pornin et Vilcocq.

## Les actions
Fondée en 1837 par Blanqui, Barbès et Martin Bernard, la Société des saisons se subdivise en « semaines » qui regroupent six hommes et un chef. Quatre semaines forment un « mois » de « 28 jours » (comptant donc 28 initiés et un chef). Trois « mois » constituent une « saison » et quatre « saisons » forment une « année ». Au moins trois « années » ont vu le jour.

### L'insurrection de mai 1839
Le 12 mai 1839, la Société des saisons lance une insurrection visant à renverser le régime de la monarchie de Juillet et à instaurer une république sociale. Passée à l'action à deux heures de l'après-midi, elle déclenche le soulèvement rue Saint-Denis et rue Saint-Martin, tentant de s'emparer de la préfecture de police et de l'hôtel de ville de Paris. Les meneurs sont Martin Bernard, Armand Barbès et Auguste Blanqui, libérés après l'amnistie de 1837.
L'affaire tourne mal, les insurgés ne parvenant ni à s'emparer de leurs objectifs ni à déclencher un processus révolutionnaire. Préparée dans le plus grand secret, l'opération manque de base populaire, d'autant qu'à l'hôtel de ville, Barbès prononce une proclamation dont la phraséologie néo-jacobine effraie les modérés.
Barbès, blessé, est arrêté le jour même, Martin Bernard quelques jours plus tard. On relève 77 tués et au moins 51 blessés du côté des insurgés, 28 morts et 62 blessés chez les militaires. C'était en fait une tentative de coup d'État, mais mal préparée, sans objectifs intermédiaires, sans porte de sortie, sans réelle alternative…
Plus tard, une note de Friedrich Engels dans l'ouvrage de Karl Marx les Luttes de classe en France indiquera : « Le 12 mai 1839, les Sociétés ouvrières secrètes disciplinées par Barbès et par Blanqui (Société des familles, Société des saisons) déclenchèrent une insurrection qui fut immédiatement noyée dans le sang et entraîna la condamnation à la réclusion de ses instigateurs. » Des historiens modernes ont été beaucoup moins aimables : Georges Duveau a qualifié l'événement « de farce tragique et absurde n'ayant, dès le départ, aucune chance d'aboutir. »

### La répression du mouvement
692 interpellations sont menées, les jours suivants. Au total, plus de 750 dossiers d'inculpés aux procès se retrouveront devant la Cour des pairs.
Du 11 juin au 12 juillet 1839 se tient le premier procès des insurgés de mai, comptant 19 accusés. Fidèles aux traditions carbonaristes, Barbès et Bernard refusent de se défendre. Ce dernier est condamné à la déportation et Barbès à mort. À son insu, sa sœur obtient du roi, le 14, la commutation de sa peine en travaux forcés à perpétuité, de nouveau commuée en déportation le 31 décembre.
Le 14 octobre suivant, Blanqui, qui avait jusque-là réussi à échapper aux investigations de la police, est arrêté avec cinq de ses compagnons. Ces derniers ne seront pas poursuivis.
Du 13 au 31 janvier 1840 a lieu le second procès des insurgés de mai 1839, comprenant 34 accusés. Comme Barbès et Bernard, Blanqui refuse de répondre. Condamné à mort le 31 janvier, sa peine sera commuée, sur l'intervention de sa femme et à son insu (à l'instar de Barbès), en déportation le 1er février. Il rejoindra Barbès et les autres au mont Saint-Michel, prison d'État.
En décembre 1839 sont formées les « Nouvelles saisons », mouvement emmené par Henri Dourille et Lucien de La Hodde. Plus tard, en janvier 1840, sont créés les « Travailleurs égalitaires », organisation d'inspiration communiste néo-babouviste.

## Les dirigeants
Barbès, Blanqui et Bernard sont les trois figures principales de la Société des saisons. Ce sont trois républicains de la même veine, de la même génération. Engagés ensemble dans le combat révolutionnaire contre la Monarchie de Juillet, leurs itinéraires ont ensuite divergé.
Barbès
Armand Barbès (1809-1870) est l’homme de deux insurrections, celle du 12 mai 1839, au cours de laquelle les républicains des Saisons tentent de renverser Louis-Philippe, et celle du 15 mai 1848, au cours de laquelle les militants des clubs tentent d’imposer leur loi au gouvernement provisoire.
Républicain, son adhésion à la Société des droits de l'homme lui vaut sa première arrestation en 1834. Libéré, au début de 1835, il sert d'avocat aux 164 prévenus républicains mis en accusation pour l'insurrection de 1834 ; il aide vingt huit d'entre eux à s'évader de Sainte-Pélagie en juillet 1835. Après le démantèlement de la SDH, il fonde l'éphémère « Société des vengeurs » suivie, l'année suivante, par la « Société des familles ». C'est le commencement de sa longue et tumultueuse collaboration avec Blanqui.
Le 10 mars 1836, Barbès et Blanqui sont arrêtés par la police, en train de charger des cartouches dans l'appartement qu'ils partagent à Paris. Barbès, condamné à un an d'emprisonnement, amnistié en 1837, demeure quelque temps auprès des siens à Carcassonne, où il échafaude les plans d'une nouvelle société secrète et écrit la brochure qui restera sa seule contribution à la littérature révolutionnaire : Quelques mots à ceux qui possèdent en faveur des Prolétaires sans travail. Retourné à Paris en 1838, il se joint à Blanqui pour former la très prolétaire « Société des Saisons ». Après l'échec de l'insurrection, il reste en prison jusqu'en 1848.
Blanqui

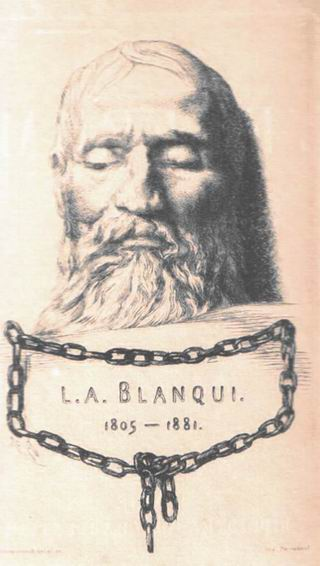
Portrait d'Auguste Blanqui.

Auguste Blanqui commence par s'engager dans la charbonnerie en 1825. Blessé lors de l'émeute du faubourg Saint-Antoine, le 19 novembre 1829, on le retrouve sur les barricades de juillet 1830. Parallèlement, il organise des Cercles républicains. Il fonde la « Société des Amis du Peuple » en 1831, est inculpé dans l'« affaire des 15 » en 1832, où il est condamné à un an de prison, puis arrêté en 1836 dans l'« affaire des Poudres ».
Fondateur avec Barbès de la « Société des Saisons » en 1837/1838, il dirige l'insurrection du 12 mai 1839. Arrêté six mois plus tard et condamné à mort le 31 mai 1840, il est gracié et sa peine commuée en détention perpétuelle. Il est transféré de nombreuses fois de prisons en prisons, d'hôpital en hôpital, jusqu'à sa libération, après la révolution de février 1848.
Martin Bernard
Le moins connu des trois, Martin Bernard (1808-1883) n'appartient pas à la bourgeoisie, comme ses deux camarades, mais est ouvrier. Initié aux idées de Saint-Simon puis de Pierre Leroux en 1831, il participe à la grève des imprimeurs parisiens en 1833, publie un article dans la Revue républicaine en 1834 et défend les accusés d'avril 1835. Arrêté lors du complot des poudres en 1836, il est acquitté. Il participe à la fondation de la Société secrète des Saisons, en 1837, ainsi qu'à l'insurrection du 12 mai 1839. Condamné à la déportation par la Cour des pairs, il est détenu au mont Saint-Michel, puis transféré à la citadelle de Doullens en 1844, avant d'être libéré.
L'échec du coup d'État de 1839 amène le divorce Barbès-Blanqui. Blanqui, premier chef de ce coup, semble avoir cru que Barbès, qui était resté à l'écart pendant un certain temps, avait fini par se décourager, abandonnant ses camarades insurgés.